# Металлокорд
Металлокорд представляет собой трос, свитый из стальной латунированной проволоки. Металлокорд применяется в качестве армирующего материала при производстве различных резинотехнических изделий: конвейерных лент, автомобильных покрышек, торообразных оболочек для муфт, ремней для ремённых передач, шлангов высокого давления и т. д. Но самое широкое применение металлокорд нашел при производстве автомобильных и других резиновых шин. Шины, армированные металлокордом, имеют ходимость в 1,5 — 2 раза выше, чем шины, армированные хлопчатобумажным кордом.

## Структура металлокорда
Полное описание корда дается следующей формулой:
(N x F) x D + (N x F) x D + (N x F) x D + F x D
где: N — количество прядей F — количество нитей (в пряди) D — номинальный диаметр нитей, выраженный в миллиметрах
Каждая часть должна быть отделена знаком «+»
Скобки могут использоваться для отделения части, которая состоит более, чем из одного компонента, то есть
(1 х 4) х 0,20 + (6 х 4) х 0,20 + 1 + 0,15
Когда N или F равны 1, они не включаются, чтобы получить простейшую формулу, то есть
4 х 0,20 + (6х4) х 0,20 + 0,15
Если диаметр является одним и тем же для 2-х или более частей в последовательности его необходимо указать только в конце последовательности.
Диаметр оплетки всегда должен указываться отдельно, то есть
4 + (6 х 4) х 0,20 + 0,15
Если самая внутренняя нить или проволока идентична прилегающим нитям или проволокам, формула может быть упрощена указанием только сумма идентичных компонентов, и скобки не требуются, то есть
7 х 4 х 0,20 + 0,15

## Виды металлокорда
1. Для легковых шин;
2. Для легко-грузовых шин;
3. Для грузовых шин;
4. Для крупногабаритных и сверхкрупногабаритных шин.